# 30174 Hollyjackson
30174 Hollyjackson è un asteroide della fascia principale. Scoperto nel 2000, presenta un'orbita caratterizzata da un semiasse maggiore pari a 2,2574622 UA e da un'eccentricità di 0,0813845, inclinata di 1,82574° rispetto all'eclittica.